# 高宫
高宫（？—？），明朝人，是一名明朝政治人物。
高宫曾于1417年接替王纪任华亭县知县一职，1425年由吴大用接任。